# Lepischiza vestita
Lepischiza vestita är en skalbaggsart som beskrevs av Moser 1914. Lepischiza vestita ingår i släktet Lepischiza och familjen Melolonthidae. Inga underarter finns listade i Catalogue of Life.